# Timbres de France 1877
Cet article recense les timbres de France émis en 1877 par l'administration des Postes.

## Légende
Pour chaque timbre, le texte rapporte les informations suivantes :
- date d'émission, valeur faciale et description,
- formes de vente,
- artistes concepteurs et genèse du projet,
- date de retrait, tirage et chiffres de vente,

ainsi que les informations utiles pour une émission donnée.

## Juin

### Sage1c (type 2) noir sur azuré
Ce timbre a donné lieu à des variétés de couleur (du papier).
- Date d'émission : 7 juin ;
- Tirage : 700 000 000 ;
- Cote oblitéré : (0,40 < 1€ < 4)[1]

Son usage est identique à celui émis l'année précédente au type 1, et notamment les imprimés à partir de mai 1978.